# Любомир Панайотов
Любомир Атанасов Панайотов е български учен-историк.

## Биография
Роден е на 13 април 1921 година в София. Начално и основно образование получава в Малко Търново, където живеят родителите му. Гимназиално образование завършва в столицата, а висше образование получава в Историческия факултет на Софийския държавен университет през 1948 г.
От пролетта на 1949 г. е научен сътрудник в Института по история при БАН, а през 1953 г. преминава на работа в Института по история на БКП. Ранните му изследвания и публикации са свързани с историята на Българската работническа социалдемократическа партия (БРСДП) и нейната следовница Българска комунистическа партия (БКП).
От 1959 г. Любомир Панайотов насочва научните си интереси към Македонския въпрос. Занимава се предимно с две теми – БРСДП (т.с.) и политиката ѝ по Македонския въпрос, и Илинденско-Преображенското въстание. Също така постоянно следи внимателно югославския печат, картотекира и анотира книгите, статиите и сборниците по Македонския въпрос в Югославия.
За професор е избран с конкурс на 9 октомври 1969 г., връща се на работа в Института по история при БАН като заместник-ръководител на секцията „История на България при капитализма“. През 1978 г. излиза от печат документалният труд „Македония : Сборник от документи и материали“, с активното участие като редактор и съставител на проф. Л. Панайотов.
През 1978 г. в Института по история към ръководената от Любомир Панайотов секция „България при капитализма“ по негова инициатива се обособява проблемна група „Националноосвободителни движения по време на капитализма“. През 1980 г. тази група се трансформира в самостоятелна секция „Националоосвободително движение след Берлинския договор“, ръководена от него. Той е един от първите български историци, който отстоява с целия си научен авторитет вярната позиция на българската историческа наука по македонския въпрос, въпреки всички конюнктурни колебания.
Особено широка е дейността на проф. Панайотов като редактор на десетки крупни публикации. Участник е в Главната редакция на Многотомната стория на България, като води винаги принципна борба за правилно отразяване на националния ни въпрос при т. VI и особено при т. VII.
Взема участие в работата на възстановения през 1990 г. Македонски научен институт като член на Научния съвет на института.
Умира на 6 май 1998 година в София.

## Съчинения
- Илинденско-Преображенското въстание 1903. С., 1983.
- Документи и материали за историята на българския народ. С., 1969
- Македония. Сборник от документи и материали. С., 1978.
- ВМОРО  по случай 100 години от създаването ѝ. С., 1993.
- 90 години Илинденско-Преображенско въстание. С., 1993.
- Националноосвободителното движение на македонските и тракийски българи (участие в том I и II). С., МНИ, 1995.